# 里韦罗斯德拉库埃萨
里韦罗斯德拉库埃萨，是西班牙卡斯蒂利亚-莱昂帕伦西亚省的一个市镇。 总面积20平方公里，总人口82人（2001年），人口密度4人/平方公里。